# Црква светог великомученика Геогрија (Шумберак)
Црква светог великомученика Геогрија је један од православних храмова Српске православне цркве у Шумбераку (мађ. Somberek). Црква припада Будимској епархији Српске православне цркве.
Црква је посвећена светом великомученику Геогрију.

## Историјат
Црква светог великомученика Геогрија је подигнута у првој половини 18 века. Црква је президана 1793. године. Прво је подигнута црквена лађа, испред које је 1783. године призидан торањ. Црква је већа једнобродна сеоска црква грађена у маниру провинцијског неокласицизма. Истиче се бакарна барокно рашчлањена капа торња, са лантерном у средњем делу.
Иконостас је осликан почетком 19. века.Рад је непознатог иконописац из средине 19. века.
Црква светог великомученика Геогрија у Шумбераку је парохија Архијерејског намесништва мохачког чији је Архијерејски намесник Јереј Зоран Живић. Администратор парохије је протонамесник Јован Бибић.